# Peter D. Klein
Ne doit pas être confondu avec Peter Klein.
Peter David Klein, né le 17 septembre 1940, est un professeur de philosophie titulaire de la chaire de ce département à l'université Rutgers dans le New Jersey. Peter Klein reçoit son BA au Earlham College et un Ph.D. de l'université Yale. Il est l'auteur de Certainty: A Refutation of Skepticism (1982) et de nombreux articles et commentaires traitant de questions d'épistémologie.
Klein est largement connu pour son travail sur le scepticisme. Son œuvre la plus influente cependant, porte sur la nature de la connaissance où il a longtemps défendu la théorie de la défaisabilité. Ses derniers travaux défendent l'infinitisme relatif à la justification. De ce point de vue, être justifié en la croyance en P suppose une raison R1 de croire en P et une raison R2 de croire en R1, et une raison R3... etc. ad infinitum. La justification est pour ainsi dire celle des « tortues à l'infini ». Il a également récemment préconisé une image de la connaissance selon laquelle on peut avoir connaissance de p même si la justification en la croyance en p est essentiellement basée sur de fausses prémisses. Klein les appelle des « faussetés utiles ».

## Source de la traduction
- (en) Cet article est partiellement ou en totalité issu de l’article de Wikipédia en anglais intitulé « Peter D. Klein » (voir la liste des auteurs).